# ラウソン
ラウソン(スペイン語: Rawson)は、アルゼンチン・パタゴニアのチュブ州にある自治体である。チュブ州の州都であり、ラウソン・デパルタメントの政庁所在地でもある。その歴史を理由としてウェールズ系アルゼンチン人が多く住む。

## 地理
2012年の国勢調査による市の人口は26,306人だが、ラウソン・デパルタメント全体では約122,000人の人口を持つ。チュブ州が設置された1957年に州都となったが、コモドーロ・リバダビア（約18万人）、トレレウ（約10万人）、プエルト・マドリン（約7万人）、エスケル（約3.2万人）に次いでチュブ州5番目の人口規模でしかない。市内をチュブ川が流れており、1889年に初めて架橋された。プラージャ・ウニオンと呼ばれる大西洋に面したビーチはラウソンの中心部から6kmの距離にある。漁業はラウソンの主要な経済活動であり、チュブ川を5km下った場所にプエルト・ラウソンと呼ばれる漁港を有している。北半球では札幌市に相当する緯度であるにもかかわらず、ラウソンは乾燥気候であり、冬は0度から15度まで、春と秋は10度から20度までの範囲で気温が推移し、盛夏には38度まで上昇する。

## 歴史

### 最初の入植
ラウソン最初の入植地は、ウェールズ人探検家であり家畜商人のヘンリー・リバヌス・ジョーンズによって建設された。ジョーンズは1810年からブエノスアイレスに住んでおり、1854年にはチュブ川の縁に野生の牛の狩猟と収集のための前線基地を設置した。これらの仮設物はすぐに放棄されたが、1865年7月28日に帆船「ミモーサ」でプエルト・マドリンに上陸した最初のウェールズ人開拓者によって発見されて利用された。彼らは真水を求めて直ちに探検を行ない、川に突き当たるまで南に進んだ。「ミモーサ」の開拓民は建設した砦をカエール・アントゥール（冒険砦）やイル・エン・アンディフィンファ（古い燃料庫）と呼び、開拓民のひとりであるアブラアム・マテューズは砦について「我々が『古い燃料庫』と称した場所は、周囲を直径60-100ヤードある濠に囲まれた土地の一部だった。（中略）かつてここで暮らしていた人々は濠を掘り、その濠を水で満たした。『パタゴニアの先住民は川を渡って攻撃することは絶対にない』と言われていたため、このようにして入念に保険をかけた」と記した。その後多くの研究がなされたが、現在の都市内における砦の位置は判明していない。川の流路が変わり、砦の手掛かりとなる遺構は何も残っていない。

### 町の発展
1865年、フリアン・ムルガ大佐によって町が建設され、アルゼンチンに到着したばかりのウェールズ系移民が入植した。名称はアルゼンチンの内務大臣を務めていたギジェルモ・ラウソン博士に由来しているが、ラウソン博士はウェールズ系移民に対する支援を行なったことで知られている。当初はウェールズ語で「ラウソンの町」を意味するTrerawsonと呼ばれており、ウェールズ語話者や古くからの住民の中には現在でもこの名称を用いる住民もいる。
1970年代に立派な政庁舎を建設したことから、「パタゴニアのリトル・ブラジリア」(The little Brasilia of Patagonia)の異名を持つ。

## 交通
アルゼンチン国道3号線の沿線であり、首都ブエノスアイレスから南に約1360kmの距離にある。さらに内陸方向に20kmの距離にはトレレウがあり、トレレウにはアルミランテ・マルコ・アンドレス・サール空港がある。アルミランテ・マルコ・アンドレス・サール空港はブエノスアイレス特別区、ブエノスアイレス州のマル・デル・プラタやバイア・ブランカ、サンタクルス州の州都リオ・ガジェゴス、ティエラ・デル・フエゴ州の最大都市リオ・グランデなどに定期便を持つ、パタゴニア地域の主要空港のひとつである。

## 文化
ラウソンにはふたつの小規模な博物館がある。市立博物館は歴史的遺産や古い写真などを所蔵している。ドン・ボスコ博物館は郷土史や野生生物のコレクションを持ち、ウェールズ系移民の生活品なども所蔵している。ヘネラル・サン・マルティン動物園/公園はチュブ川の河岸に6ヘクタールの面積を持つ。

## ギャラリー

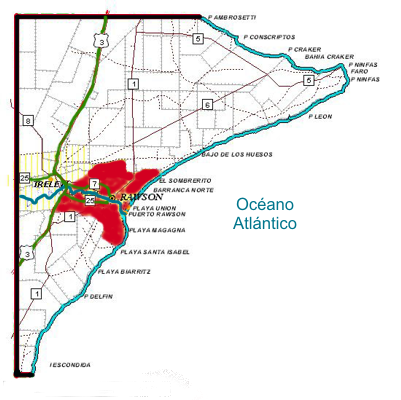
ラウソンの地図
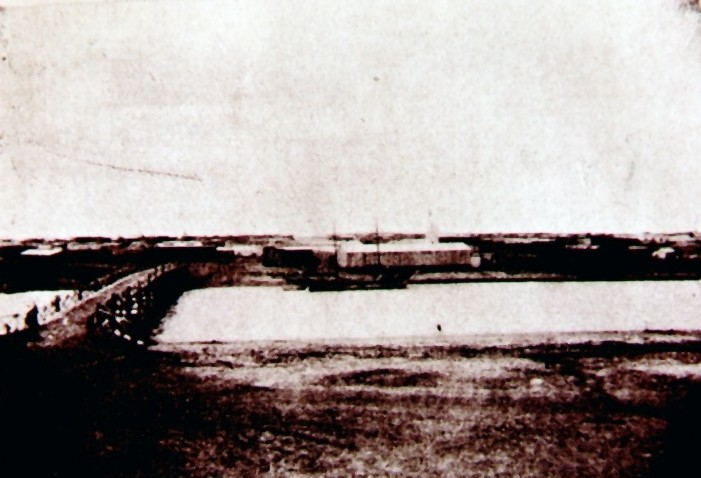
チュブ川に初めて架橋された木橋
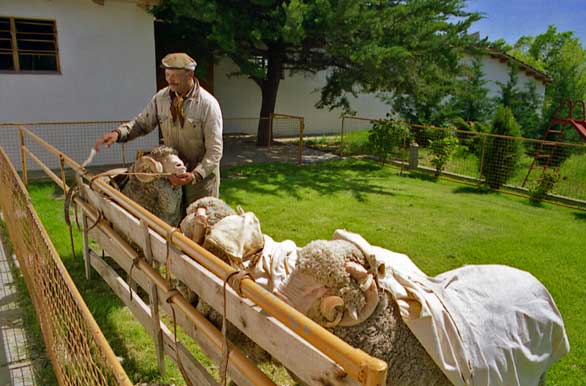
牧場経営者とメリノーヒツジ
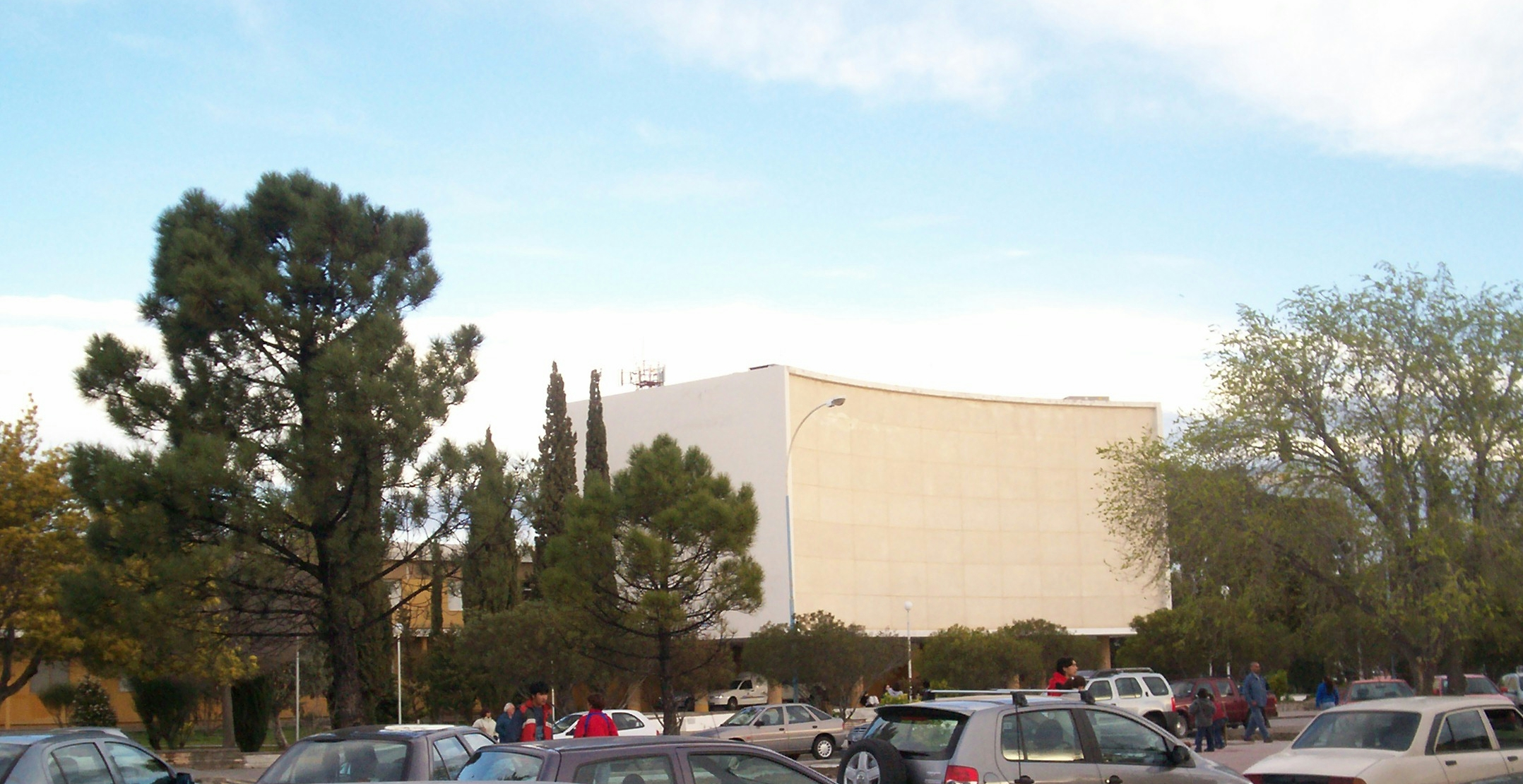
ラウソン公会堂、州議会
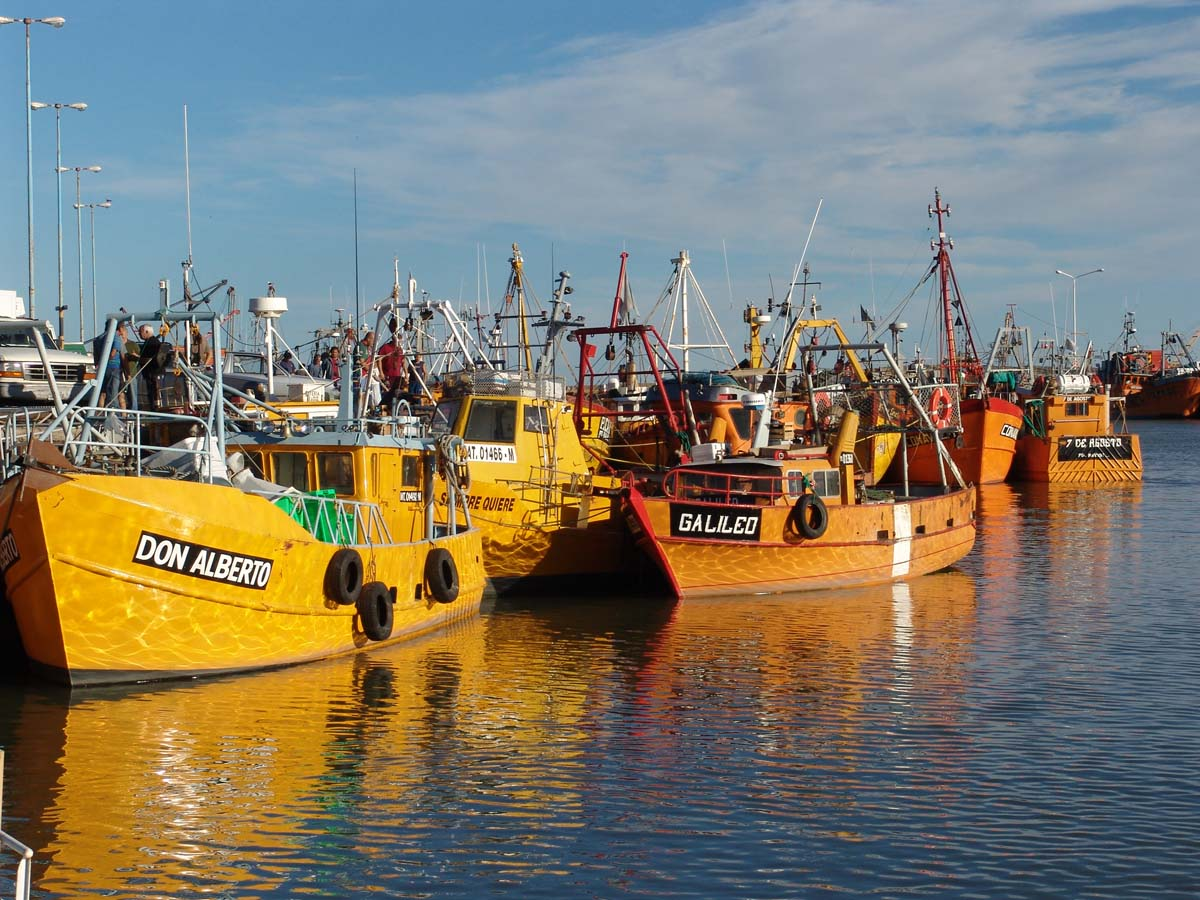
港に停泊するトロール漁船